# Institut des arts et des sciences de Staten Island
L'institut des arts et des sciences de Staten Island (en anglais, Staten Island Institute of Arts & Sciences) est un musée et un institut à vocation éducative situé dans l'arrondissement de Staten Island à New York. 
Fondé en 1881, l'Institut a pour mission de collecter et d'exposer divers objets d'intérêt artistique, scientifique ou historique.
Les collections de l'Institut comprennent plus de 2 millions de spécimens d'histoire naturelle, aussi bien que des œuvres artistiques, des documents d'archive, des photographies et d'autres objets historiques.
Par ailleurs, l'Institut a également participé à la création d'autres institutions culturelles, parmi lesquelles le New York Botanical Garden, la Staten Island Historical Society, le Staten Island Zoo et le Staten Island Children's Museum.
Depuis 1905, l'Institut est financé par la municipalité de New York, qui est propriétaire de son bâtiment actuel à Stuyvesant Place dans le quartier de St George.